# المناخ الجوي في الهند
المناخ الجوي للهند يضم نطاق واسع من الأحوال الجوية على نطاق جيوجرافي كبير وتضاريس متنوعة مما يجعل التعميم صعب. واستناداً إلى تصنيف كوبن للمناخ فإن الهند تضم ستة أنماط أساسية للمناخ تتراوح بين الصحراء الجرداء في الغرب وسهول الألب والأنهار الجليدية في الشمال والمناطق الاستوائية الرطبة المجاورة للغابات الاستوائية في الجنوب الغربي وأراضي الجزيرة. يتغير المناخ المحلي بدرجة كبيرة في مناطق عديدة وتمر البلاد بأربعة فصول هي: الشتاء(يناير وفبراير)، والصيف (من مارس وحتى مايو)، وفصل الرياح الموسمية الممطر (من بونيو وحتى سبتمبر)، وفترة ما بعد الرياح الموسمية (من أكتوبر وحتى ديسمبر).